# Akabion GTBO
Akabion GTBO (Acabion GTBO) najbrže drumsko vozilo, koje je kombinacija motocikla i automobila, dizajnira i proizvodi Akabion firma. Sedište firme je u Lucernu u Švajcarskoj. Glavni inženjeri su Lenka Mikova (CEO) and Peter Maskus (CResO).

## Akabion drumsko vozilo
Radi se o dvosedu a oblik je sličan metku. Putnik je smešten dakle iza vozača a motor se nalazi iza putnika. Mašina ima 1,3 litara, puni se turbo punjačem, a tu je i mali električni motor za male brzine (ispod 65km/h). U normalnim uslovima, Akabion se vozi na dva točka, kao motocikl, ali pri velikoj brzini, ili ako se izgubi balans pri manjim brzinama, dva mala točka sa strane pozadi pomažu balansiranju.

## Performanse
Akabion firma kaže da vozilo ima 360kg i motor od 750 PS (konjskih snaga). Ima odnos snage i težine kao formula jedan, 2100 konjske snage po toni. Dizajneri kažu da je aerodinamika takva da Akabion troši malo goriva i pri velikim brzinama. Razvija brzinu od 550 km/h za 30 sekundi,  mnogo brže nego "Bugati Vejron" (do nedavno najbrži automobil na svetu) kome treba 55 sekundi da bi dostigao brzinu od 400 kilometara na čas. 

Cena Akabiona se kreće od 1,83 miliona evra pa na gore.

## Spoljašnje veze
- Zvanični Akabion sajt Архивирано на веб-сајту  (12. септембар 2008)
- Video snimak na nemačkom jeziku
- YouTube snimak sa slikama
- Gomila slika[мртва веза]